# Navaridas
Navaridas község Spanyolországban, Arabában. Lakosainak száma 191 fő (2024).

## Földrajza
Navaridas Laguardia, Elciego, Villabuena de Álava/Eskuernaga és Leza községekkel határos.

## Népesség
A település lakosságának változását az alábbi diagram mutatja:
| Lakosok száma | 217  | 208  | 211  | 209  | 213  | 214  | 226  | 200  | 197  | 191  |
|               | 2001 | 2004 | 2006 | 2009 | 2011 | 2014 | 2016 | 2019 | 2021 | 2024 |